# Берт (замок)
Замок Берт (англ. Burt Castle) — разрушенный замок, расположенный недалеко от Ньютаунканнингема и Берта, двух деревень на востоке графства Донегол в Ольстере, Ирландия. Иная версия названия — замок Бирт. Он также известен под названием Замок О’Доэрти, но его не следует путать с замком О’Доэрти возле Банкраны.
Замок был построен в шестнадцатом веке во время правления Генриха VIII. Он был традиционным опорным пунктом О’Доэрти, защищавшим южную границу их владения Инишоуэн. На дизайн замка оказали сильное влияние современные шотландские укрепления Z-плана, а также стиль зданий, построенных во время Ольстерской плантации в следующем веке.
Во время спора о престолонаследии в 1600 году губернатор Дерри, сэр Генри Доквра, поддержал успешного кандидата, пятнадцатилетнего сэра Кахира О’Доэрти. О’Доэрти хотел освободиться от власти Красного Хью О’Доннелла и сражался на стороне короны во время Девятилетней войны, за свою храбрость он был посвящен в рыцари. Замок Берт был жизненно важным постом, поскольку контролировал стратегически важную территорию, позволяя Доквре доставлять продовольствие и открывать наступление на О’Доннелла. Там был размещен гарнизон из ста человек под командованием капитана Джона Вогана.
После войны О’Доэрти продолжал хранить верность короне, но в 1608 году, после спора с новым губернатором Дерри, О’Доэрти поднял восстание, используя замок в качестве своей штаб-квартиры. Сожжение Дерри в апреле вызвало то, что стало известно как восстание О’Доэрти. В ответ дублинские власти послали войска, чтобы захватить земли О’Доэрти в Инишоуэне. После осады они захватили замок Берт и освободили пленных, захваченных в Дерри, которые содержались там. Вскоре после этого О’Доэрти был убит в битве при Килмакреннане, и восстание прекратилось.
Во время Вильгельмитской войны замок стал местом стычки между силами якобитов и войсками под общим командованием генерала Перси Кирке, которые поддерживали Вильгельма III.